# Deborah Kerr
Deborah Kerr (født Deborah Jane Kerr-Trimmer; 30. september 1921 i Helensburgh, Skotland, død 16. oktober 2007 i Suffolk, England) var en prisbelønnet skotsk filmskuespiller med en lang karriere i Hollywood.

## Biografi
Deborah Kerr blev født i byen Helensburgh i det vestlige Skotland og begyndte sin kunstneriske løbebane inden for ballet. Hun skiftede dog hurtigt til skuespil og fik straks succes på scenen. 
I 1940 debuterede hun på film, men hendes scene blev dog klippet bort inden premieren. Flere filmroller fulgte, og med en rolle i Den sorte lilje kom hun i Hollywood-selskabernes søgelys. I forbindelse med Kerrs introduktion i USA blev hendes efternavn udtalt på samme måde som "car", skønt det på skotsk udtales med ø-lyd. Man brugte blandt andet sloganet "Kerr rhymes with Star" ("Kerr rimer på stjerne").
Med sin britisk-engelske accent fik Deborah Kerr i starten mest roller som en nobel lady. Men med rollen som Karen i Herfra til evigheden brød hun med denne fastlåste rolle, og hendes indsats gav hende en Oscar-nominering. Herefter fik Kerr meget forskellige roller fra nonne til fristerinde og fra drama til komedie. 
Blandt hendes øvrige bemærkelsesværdige roller kan nævnes Anna Leonowens i filmudgaven af musicalen Kongen og jeg fra 1956 samt som Cary Grants modspiller i Romantik om bord fra det følgende år.
Samtidig holdt hun fast i teaterkarrieren ved med mellemrum at spille på blandt andet Broadway. Efter at filmkarrieren var ebbet lidt ud fik Kerr en opblomstring i tv-produktioner i starten af 1980'erne. 
Hun har været gift to gange, 1945-1959 med Anthony Bartley, med hvem hun har to døtre, samt siden 1960 med Peter Viertel. Deborah Kerr led af Parkinsons sygdom, og efter flere års liv i Schweiz og Spanien flyttede hun til England for at være i nærheden af sine børn. Hun døde i Suffolk, 86 år gammel.

## Filmografi
Det følgende repræsenterer et udvalg af Deborah Kerrs film:
- Major Barbara (1941)
- Jeg var spion (I See a Dark Stranger, 1946)
- Den sorte lilje (Black Narcissus, 1947)
- Edward, min søn (Edward, My Son, 1949)
- Kong Salomons miner (King Solomon's Mines, 1950)
- Quo vadis (1951)
- Fangen på Zenda (The Prisoner of Zenda, 1952)
- Julius Cæsar (1953)
- Herfra til evigheden (From Here to Eternity, 1953)
- Kongen og jeg (The King and I , 1956)
- Te og sympati (Tea and Sympathy, 1956)
- Romantik om bord (An Affair to Remember, 1957)
- Nonnen og marineren (Heaven Knows, Mr. Allison, 1957)
- Fjerne horisonter (The Sundowners, 1960)
- De uskyldige (The Innocents, 1961)
- Huset på klippen (The Chalk Garden, 1963)
- Fanget i natten (The Night of the Iguana, 1964)
- Casino Royale (1967)
- Luftens vovehalse (The Gypsy Moths, 1969)

## Priser og hædersbevisninger
Deborah Kerr har vundet flere priser og været indstillet til endnu flere i sin karriere. Hun har også fået en række hædersbevisninger, heriblandt:
- 1950: Nomineret til en Oscar for bedste kvindelige hovedrolle i Edward, min søn.
- 1954: Nomineret til en Oscar for bedste kvindelige hovedrolle i Herfra til evigheden.
- 1955: Modtog Sarah Siddons Society's pris for bedste kvindelige hovedrolle i en Chicago teaterproduktion for sin rolle i teaterudgaven af Te og sympati.
- 1957: Nomineret til en Oscar for bedste kvindelige hovedrolle i Kongen og jeg.
- 1958: Nomineret til en Oscar for bedste kvindelige hovedrolle i Nonnen og marineren.
- 1959: Nomineret til en Oscar for bedste kvindelige hovedrolle i Farlig sommerleg.
- 1961: Nomineret til en Oscar for bedste kvindelige hovedrolle i Fjerne horisonter.
- 1994: Modtog en æres-Oscar for en filmkarriere, der "altid har stået for perfektion, disciplin og elegance".
- 1998: Udnævnt til Kommandør af det Britiske Empirium.

Hun har desuden fået en stjerne på Hollywood Walk of Fame.

## Trivia
- Udtalen af Deborah Kerrs efternavn diskuteres grundigt i en scene i Søvnløs i Seattle, og filmens afslutning er en parafrase over slutningen i Romantik om bord.